# Střídnice
Střídnice v lingvistice označuje foném (nebo skupinu fonémů), který je výsledkem hláskové přeměny při vývoji jazyka. Při srovnávání jazyků střídnice znamená foném v určitém jazyce, který odpovídá jinému fonému v jazyce srovnávaném, pokud se předpokládá, že oba jazyky se vyvinuly ze společných základů.
Například slovo kůň mělo ve staré češtině podobu kóň, později kuoň. Dnešní písmeno ů označuje foném /ú/, který je výsledkem hláskové přeměny (tedy střídnicí) ó > uo > ů. Střídnicí staročeského fonému /ó/ je v příbuzné slovenštině foném /u̯o/ (kôň).

## Podobné názvy
- Střídník